# Clícia
Segons la mitologia grega, Clícia (en grec antic Κλυτία), va ser una nimfa, filla d'Oceà i de Tetis.
Enamorada d'Hèlios, va ésser menyspreada pel déu, que aleshores preferia els amors de Leucòtoe. Per venjar-se'n, revelà al pare d'aquesta, Òrcam, les relacions de Leucòtoe amb Hèlios. El pare, enfurismat, va enterrar viva a Leucòtoe. Es consumí de dolor en no poder recuperar l'afecte d'Hèlios, al qual no es cansava de mirar en el seu trajecte, i després de morta fou transformada en gira-sol o en heliotrop.